# زیارتگاه سنگن

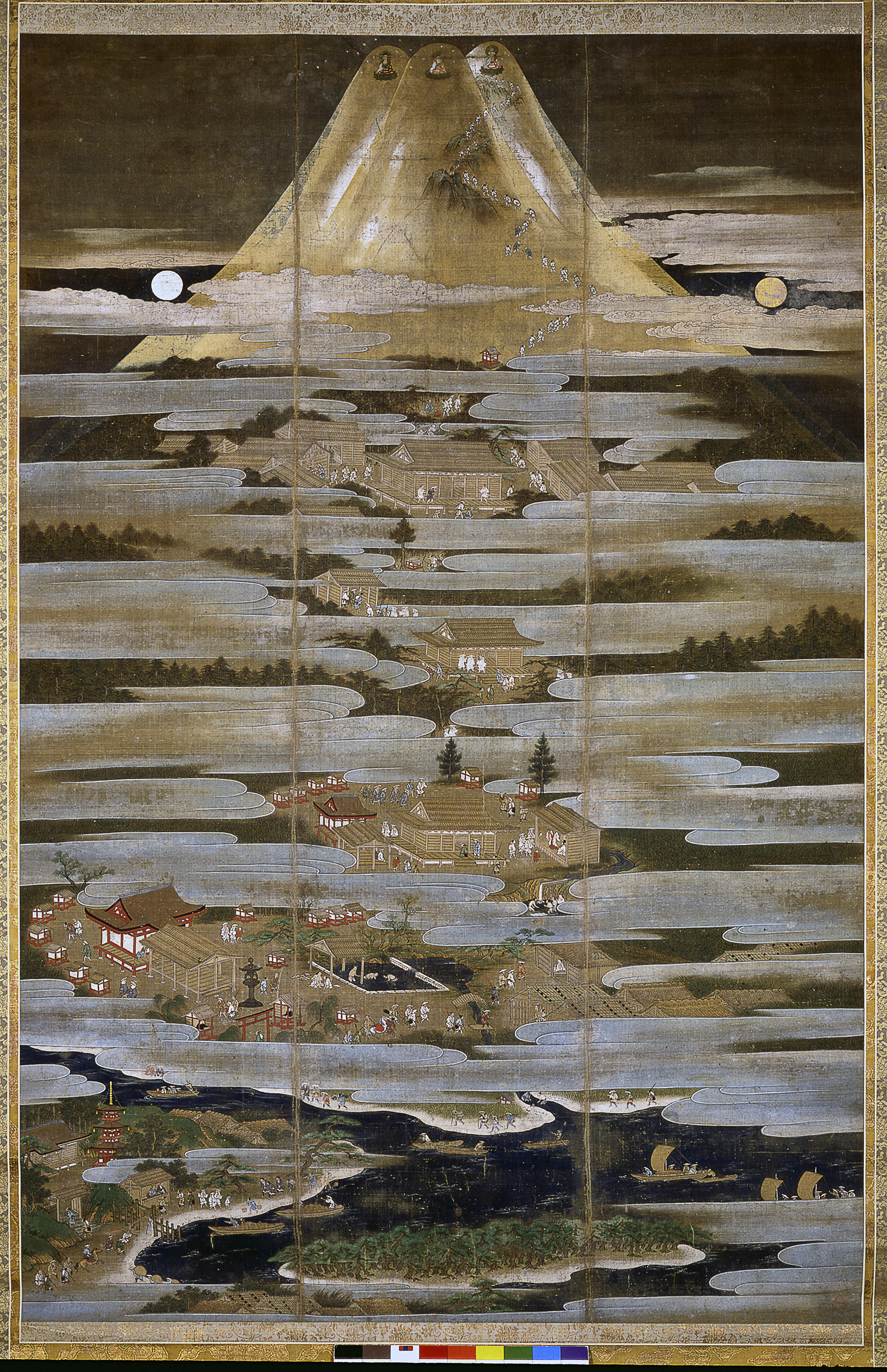

زیارتگاه سنگن، معبد سنگن، معبد آسامه (به ژاپنی: 浅間神社, Asama jinja, Sengen jinja)، یک معبد شینتویی است که تمرکز بر پرستش کامی آتشفشان‌ها به‌طور کلی، و کوه فوجی به‌طور خاص دارد.